# Cyril Jean Zohrabian
Cyril Jean Zohrabian, (en arménien: Հովհաննէս Զոհրաբիան Գուրէղ), né le 25 juin 1881 à Erzerum (Empire ottoman) et mort le 20 septembre 1972  à Rome (Italie), est un prêtre catholique, membre de la communauté arménienne de Turquie et déclaré vénérable par le pape François le 24 janvier 2024.

## Biographie

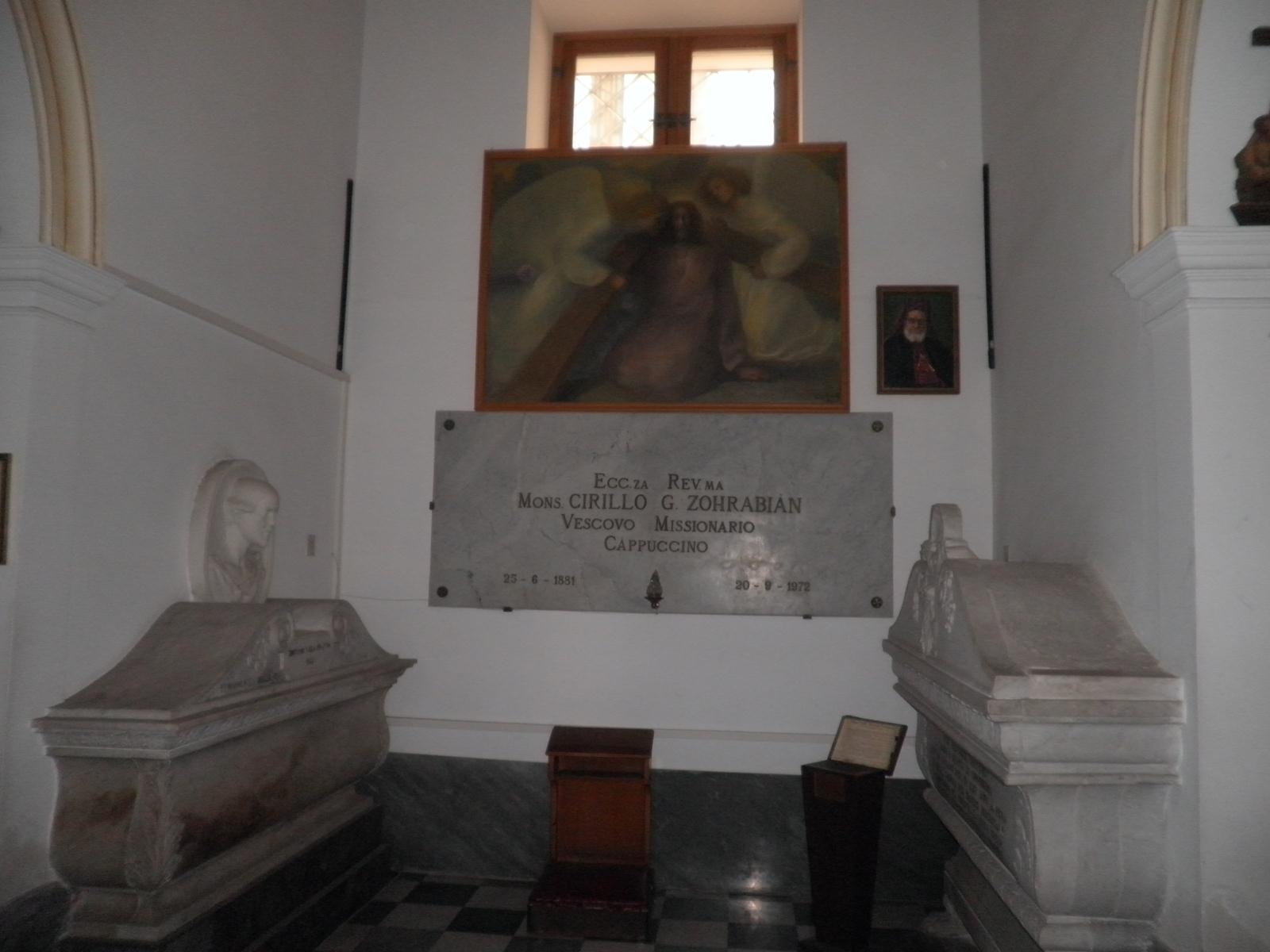
Tombe de Cyril Jean Zohrabian au cimetière des capucins à Palerme.

Cyril Jean Zohrabian naît en 1881 dans une famille chrétienne arménienne pauvre de Turquie. Il est le cinquième enfant d'une fratrie de huit. Ses parents sont boulangers.
En 1894, il intègre le couvent des capucins d'Istanbul où il est ordonné prêtre le 14 juillet 1902. Il est ensuite envoyé à Erzeroum sa ville natale pour y éxercer ses fonctions pastorales (catéchisme, visite des malades, etc). Il y fonde également une école.
Dans le cadre du génocide arménien il est expulsé le 20 août 1915 de Turquie ; l'ensemble du reste de sa famille est quant à elle tuée.
En 1920, Cyril retourne en Turquie, à Trébizonde, où il entreprend entre autres de racheter des jeunes filles turques arméniennes réduites en esclavage au sein de familles turques musulmanes.
Mais, pour avoir mis  une église et un couvent à la disposition des turcs hellénophones chrétiens de la région du Pont persécutés à leur tour et expulsés de leurs terres, il est arrêté pour terrorisme, torturé et condamné à mort par pendaison. Les autorités turques décident toutefois de pas procédé à son exécution et l'expulse de Turquie le 7 mars 1923.
Arrivé en Grèce, il participe à aider les milliers de réfugiés arméniens ayant fui le génocide. De 1923 à 1938, il est nommé missionnaire auprès de la communauté arménienne réfugiée à Corfou.
Le 21 novembre 1938, il est nommé vicaire de la Haute Gezira, en Syrie où il mène une intense activité pastorale et caritative construisant écoles, maisons, églises, etc. Le 8 juin 1940, il est élu évêque d'Acilisène (de) (Arménie).
Le 12 juin 1953, il démissionne de sa fonction d'évêque mais la même année il est chargé par la Congrégation pour les Églises orientales, d’effectuer des  missions apostoliques auprès des arméniens vivant en Amérique latine. Il échoue cependant à y créer un ordinariat.
Rentré à Rome en 1954, il participe au concile œcuménique Vatican II.
Il décède le 20 septembre 1972  au couvent capucin « San Fedele in Urbe ». Sa dépouille mortelle repose dans le cimetière des capucins (it) à Palerme.